# Io e mia sorella
Pour plus de détails, voir Fiche technique et Distribution.
Io e mia sorella est un film italien réalisé par Carlo Verdone, sorti en 1987, avec Verdone, Ornella Muti et Elena Sofia Ricci dans les rôles principaux. Pour ce rôle, Ornella Muti, enceinte de son deuxième enfant durant le tournage, obtient notamment le Ruban d'argent, le Globe d'or et le Ciak d'oro de la meilleure actrice, tandis qu'Elena Sofia Ricci reçoit le David di Donatello, le Ruban d'argent et le Ciak d'oro de la meilleure actrice dans un second rôle, et que le trio de scénaristes, composé de Leonardo Benvenuti, Piero De Bernardi et Verdone, est lauréat du David di Donatello du meilleur scénario.

## Synopsis
Carlo (Carlo Verdone) est musicien dans un orchestre de musique classique. Marié à Serana (Elena Sofia Ricci), elle aussi musicienne, il mène une existence paisible et calme. Sa tranquillité est perturbée par le retour dans sa vie de sa sœur, Silvia (Ornella Muti), qui traîne avec elle ses histoires de cœurs et ses problèmes.

## Fiche technique
- Titre : Io e mia sorella
- Titre original : Io e mia sorella
- Réalisation : Carlo Verdone
- Scénario : Leonardo Benvenuti, Piero De Bernardi et Carlo Verdone
- Photographie : Danilo Desideri (it)
- Montage : Antonio Siciliano (it)
- Musique : Fabio Liberatori (it)
- Scénographie : Emilio Baldelli
- Producteur : Mario Cecchi Gori et Vittorio Cecchi Gori
- Société de production : C.G. Silver Film
- Pays d'origine :  Italie
- Langue : Italien
- Format : Couleur
- Genre : Comédie
- Durée : 111 minutes
- Dates de sortie : Italie : 19 décembre 1987

## Distribution
- Carlo Verdone : Carlo Piergentili
- Ornella Muti : Silvia Piergentili
- Elena Sofia Ricci : Serena
- Mariangela Giordano : Nadia
- Galeazzo Benti : l'avocat Sironi
- Tomas Arana : Gábor
- Veronica Lazar : une juge
- Maurizio Fardo (it) : Rinaldo
- Massimo Vanni (it) : un homme dans le train
- Tom Felleghy
- Alba Maiolini

## Autour du film
- L'histoire se déroule entre la ville de Spolète dans la province de Pérouse dans la région de l'Ombrie en Italie, la ville de Budapest en Hongrie et la ville de Brighton dans le comté du Sussex de l'Est en Angleterre.

## Distinctions

### Prix
- David di Donatello du meilleur scénario en 1988 pour Leonardo Benvenuti, Piero De Bernardi et Carlo Verdone.
- David di Donatello de la meilleure actrice dans un second rôle en 1988 pour Elena Sofia Ricci.
- Ruban d'argent de la meilleure actrice en 1988 pour Ornella Muti.
- Ruban d'argent de la meilleure actrice dans un second rôle en 1988 pour Elena Sofia Ricci.
- Globe d'or de la meilleure actrice en 1988 pour Ornella Muti.
- Ciak d'oro de la meilleure actrice en 1988 pour Ornella Muti.
- Ciak d'oro de la meilleure actrice dans un second rôle en 1988 pour Elena Sofia Ricci.

### Nominations
- David di Donatello du meilleur acteur en 1988 pour Carlo Verdone.
- David di Donatello de la meilleure actrice en 1988 pour Ornella Muti.
- David di Donatello du meilleur acteur dans un second rôle en 1988 pour Galeazzo Benti.
- Ruban d'argent du réalisateur du meilleur film en 1988 pour Carlo Verdone.
- Ruban d'argent du meilleur acteur en 1988 pour Carlo Verdone.
- Ruban d'argent du meilleur scénario en 1988 pour Leonardo Benvenuti, Piero De Bernardi et Carlo Verdone.